# Holčíkovce
Holčíkovce este o comună slovacă, aflată în districtul Vranov nad Topľou din regiunea Prešov, pe malul râului Ondalík⁠(d). Localitatea se află la altitudinea de 165 m deasupra n.m., se întinde pe o suprafață de 12,55 km2 și în 2017 număra 428 de locuitori.

## Istoric
Localitatea Holčíkovce este atestată documentar din 1408.

## Demografie
| An:                | 1994 | 2004 | 2014   | 2024   |
| ------------------ | ---- | ---- | ------ | ------ |
| Număr de persoane: | 470  | 470  | 425    | 419    |
| Diferență:         |      | +0%  | −9,57% | −1,41% |

| An:                | 2023 | 2024   |
| ------------------ | ---- | ------ |
| Număr de persoane: | 416  | 419    |
| Diferență:         |      | +0,72% |